# Nika
De Nika (Russisch: Ника) is de nationale filmprijs van Rusland. De prijs is ingesteld in 1987 door de Russische Academie voor Film en Wetenschappen.
De onderscheiding is vernoemd naar de godin Nikè en de Nika-beeldjes zijn derhalve gemodelleerd naar De gevleugelde Nikè van Samothrake.
Films geproduceerd in Rusland en het Gemenebest van Onafhankelijke Staten komen in aanmerking voor de 19 categorieën.

## Beste film
| Jaar | Film                                                                  |                                  | Regisseur            |
| ---- | --------------------------------------------------------------------- | -------------------------------- | -------------------- |
| 2010 | Kray                                                                  | Краи                             | Aleksei Uchitel      |
| 2009 | Stiljagi (Hipsters)                                                   | Стиляги                          | Valeri Todorovski    |
| 2008 | Rusuli samkudhedi (Russische driehoek)                                | Русский Треугольник              | Aleko Tsabadze       |
| 2007 | Mongol (Mongol)                                                       | Монгол                           | Sergej Bodrov        |
| 2006 | Ostrov (Het eiland)                                                   | Остров                           | Pavel Loengin        |
| 2005 | 9 rota (De 9e Compagnie)                                              | 9 рота                           | Fedor Bondartsjoek   |
| 2004 | Svoi (Onze)                                                           | Свои                             | Dmitri Meskhiev      |
| 2003 | Vozvrasjtsjenie (Wederkering)                                         | Возвращение                      | Andrej Zvjagintsev   |
| 2002 | Koekoesjka (De Koekoek)                                               | Кукушка                          | Aleksandr Rogozjkin  |
| 2001 | Telets (Taurus)                                                       | Телец                            | Aleksandr Sokoerov   |
| 2000 | Dnjevnik jego zjjeny (Zijn vrouw der dagboek)                         | Дневник его жены                 | Alexej Oetsjitel     |
| 1999 | Chroestaljov, masjinoe! (Khrustalyov, mijn auto!)                     | Хрусталёв, машину!               | Alexei Guerman       |
| 1998 | Pro oerodov i ljoedjej (Freaks en mannen)                             | Про уродов и людей               | Alexei Balabanov     |
| 1997 | Vor (Dief)                                                            | Вор                              | Pavel Tsjoechrai     |
| 1996 | Kavkazskij plennik (Gevangene van de Caucasus)                        | Кавказский пленник               | Sergej Bodrov        |
| 1995 | Osobjennosti natsionalnoj ochoty (Bijzonderheden van nationale jacht) | Особенности национальной охоты   | Aleksandr Rogozjkin  |
| 1994 | Oevljetsjjenja (Passies)                                              | Увлеченья                        | Kira Moeratova       |
| 1993 | Makarov                                                               | Макаров                          | Vladimir Chotinjenko |
| 1992 | Ankor, jesjtsjë ankor (Toegift, nog een toegift!)                     | Анкор, ещё анкор                 | Pjotr Todoróvskij    |
| 1991 | Nebessa Obetowannije (Station)                                        | Небеса обетованные               | Eldar Rjazanov       |
| 1990 | Astenitsjeski Sindrom (Het asthenisch syndroom)                       | Астенический синдром»            | Kira Moeratova       |
| 1989 | Asjik Kerib                                                           | Ашик-кериб                       | Sergej Paradzjanov   |
| 1988 | Holodnoje leto 1953 goda (De koude zomer van 1953)                    | Холодное лето пятьдесят третьего | Aleksandr Prosjkin   |
| 1987 | Pokajanije (Biecht)                                                   | Покаяние                         | Tengiz Aboeladze     |